# Mark Santorelli
Mark Santorelli (* 6. August 1988 in Burnaby, British Columbia) ist ein italo-kanadischer Eishockeyspieler, der zuletzt für den Kärntner Verein EC VSV in der Österreichischen Eishockey-Liga (EBEL) spielte. Sein älterer Bruder Mike war ebenfalls professioneller Eishockeyspieler.

## Karriere
Mark Santorelli spielte für die Chilliwack Chiefs, Salmon Arm Silverbacks und Burnaby Express in der Junioren-Liga BCHL. Mit den Chilliwack Bruins debütierte er in der WHL und kam auf 144 Einsätze, bei denen er 56 Tore und 127 Torvorlagen erzielte. Für die Saison 2007/08 wurde er mit 101 Scorerpunkten als Topscorer der Liga mit der Bob Clarke Trophy ausgezeichnet. Zudem erzielte er mit 74 Torvorlagen auch die meisten Assists der Liga. 2007 wurde er von den Nashville Predators für die NHL gedraftet, kam aber nie in dieser höchsten Spielklasse zum Einsatz.
In den folgenden Saisonen lief er 202-mal für die Milwaukee Admirals in der AHL aufs Eis und erreichte mit der Mannschaft 2009 sowie 2011 jeweils die Division Finals der Play-offs. 
Seit 2011 spielt Santorelli in Europa und wurde Teamkapitän des schwedischen Vereins Tingsryds AIF in der Allsvenskan. Mit VIK Västerås HK aus der Allsvenskan nahm er zudem an der Aufstiegsrunde Kvalserien teil.
Mit dem italienischen Verein HC Bozen gewann er die EBEL 2013/14 und kam dabei auf 18 Tore und 39 Vorlagen. Seit 2014 spielte er für den Kärntner EBEL-Verein EC VSV und erzielte in zwei Saisonen 19 Tore und 45 Assists in 94 Einsätzen. Nach der Saison 2015/16 gab der VSV bekannt, den Vertrag mit Santorelli nicht zu verlängern.

## Erfolge und Auszeichnungen
- 2008 WHL West Second All-Star Team
- 2008 Meiste Assists der WHL (74)
- 2008 Bob Clarke Trophy
- 2014 EBEL-Sieger mit dem HC Bozen